# Monika Führer (Tischtennisspielerin)
Monika Führer (* 8. August 1990) ist eine Schweizer Tischtennisspielerin.

## Leben
Monika Führer wurde am 8. August 1990 geboren. Sie ist beim TTC Neuhausen gross geworden und wechselte mit 17 Jahren nach Deutschland in die 2. Bundesliga Nord zum SC Bayer 05 Uerdingen, wo sie in der Saison 2007/08 aktiv war, weil sie in der Schweiz keine geeigneten Gegner fand. Sie ist vierfache Schweizer Meisterin.
Von 2014 bis 2016 spielte sie in der deutschen Regionalliga Südwest beim ESV Weil am Rhein, gemeinsam mit Rahel Aschwanden. Sie stieg mit dem Verein in der Saison 2013/14 von der Regionalliga in die neu geschaffene 3. Bundesliga auf. 2016 wechselte sie zum TTF Stühlingen.
Seit 2006 (bis 2011) nahm sie an fünf Weltmeisterschaften teil, kam dabei jedoch nie in die Nähe von Medaillenrängen.

## Erfolge
- 2007, 2008, 2010 und 2011 Schweizer Meisterin im Einzel

## Turnierergebnisse
| Verband | Veranstaltung     | Jahr | Ort       | Land | Einzel     | Doppel | Mixed      | Team |
| ------- | ----------------- | ---- | --------- | ---- | ---------- | ------ | ---------- | ---- |
| SUI     | Pro Tour          | 2009 | Velenje   | SVN  | letzte 64  |        |            |      |
| SUI     | Weltmeisterschaft | 2011 | Rotterdam | NED  | letzte 128 |        | letzte 128 |      |
| SUI     | Weltmeisterschaft | 2010 | Moskau    | RUS  |            |        |            | 50   |
| SUI     | Weltmeisterschaft | 2008 | Guangzhou | CHN  |            |        |            | 53   |
| SUI     | Weltmeisterschaft | 2007 | Zagreb    | HRV  | Qual       | Qual   | Qual       |      |
| SUI     | Weltmeisterschaft | 2006 | Bremen    | GER  |            |        |            | 55   |